# Sebastian Karlsson (Handballspieler)
Sebastian Carl Percy Karlsson (* 21. Januar 1995 in Göteborg) ist ein schwedischer Handballspieler.

## Karriere

### Verein
Der 1,78 m große Rechtsaußen lernte das Handballspielen bei IK Sävehof. In der Saison 2012/13 spielte er für den spanischen Verein BM Gades. Anschließend kehrte er nach Sävehof zurück. 2019 und 2021 gewann er die Handbollsligan sowie 2022 den schwedischen Pokal. International triumphierte er im EHF Challenge Cup 2013/14. Ab dem Sommer 2023 lief er für den französischen Erstligisten Montpellier Handball auf. Mit Montpellier gewann er 2025 die Coupe de France.
Zur Saison 2025/26 unterschrieb er einen Zweijahresvertrag bei Paris Saint Germain.

### Nationalmannschaft
Mit der schwedischen Jugendnationalmannschaft gewann Karlsson die Silbermedaille bei der U-18-Europameisterschaft 2012.
In der schwedischen A-Nationalmannschaft debütierte er am 8. März 2023 gegen Spanien in Linköping. Beim Gewinn der Bronzemedaille bei der Europameisterschaft 2024 bestritt er alle neun Spiele und warf 25 Tore. Bei der Weltmeisterschaft 2025 warf er 18 Tore in sechs Spielen und belegte mit dem Team den 14. Platz.